# Youngblood (1986.)
Youngblood je američki dramski film iz 1986.g. u kojem glume Rob Lowe, Patrick Swayze, Cynthia Gibb i Ed Lauter. Pojavljuje se i Keanu Reeves u jednoj od svojih najranijih filmskih uloga.
Tadašnji hokejaši Steve Thomas i Peter Zezel imaju manje uloge kao Youngbloodovi članovi tima. Također se pojavljuje bivši profesionalni kanadski igrač NHL-a Eric Nesterenko, koji glumi oca Deana Youngblooda. Joe Bowen, izvjestitelj za televiziju i radio Toronto Mapel Leafsa, pojavljuje se kao najavljivač za Hamilton Mustangse.

## Vanjske poveznice
- Youngblood na Rotten Tomatoes